# Лошка Гора (Радече)
Лошка Гора (словен. Loška Gora) — поселення в общині Радече, Савинський регіон, Словенія. Висота над рівнем моря: 318,3 м.